# Malattia di Lhermitte-Duclos
La malattia di Lhermitte-Duclos è una sindrome genetica rara che consiste nella lenta crescita di un tumore benigno nel cervelletto, con caratteristiche displastiche; a volte tale tumore è considerato una variante dell'amartoma.

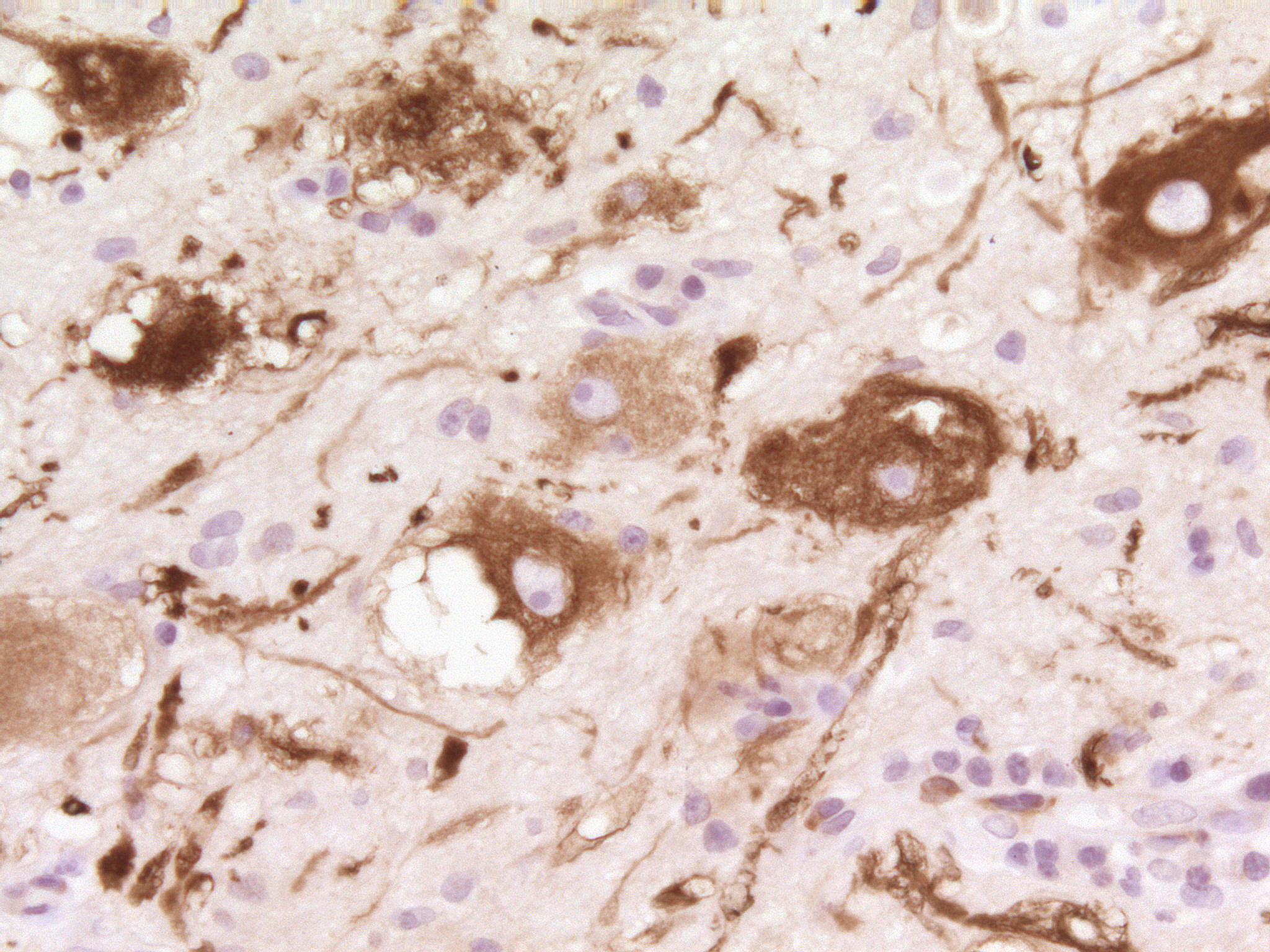
Immagine delle cellule displastiche di Purkinje nella malattia di Lhermiite-Duclos; colorazione immunoistochimica per la presenza di calbindina

## Storia ed epidemiologia
La malattia si verifica più spesso nel secondo e nel terzo decennio di vita, più spesso nel sesso maschile e prende il nome dai neurologi francesi Jacques Jean Lhermitte e P. Duclos, che per primi la descrissero. Per lungo tempo la patogenesi del tumore è rimasta sconosciuta; questo ha portato a descrivere la neoplasia con termini molto diversi tra loro, come ipertrofia dello strato granulare, ipertrofia diffusa della corteccia cerebellare, gangliogliomatosi cerebelli, amartoma cerebelli, ganglioneuroma.

## Eziologia
Frequente è l'associazione con la sindrome di Cowden, causata da mutazioni del gene PTEN; mutazioni a carico di questo gene sembrano coinvolte anche nella genesi della malattia di Lhermitte-Duclos. Secondo i criteri diagnostici dell'International Cowden Consortium, la malattia di Lhermitte-Duclos è un segno patognomonico della sindrome di Cowden.

## Clinica

### Sintomi e segni
I sintomi della malattia hanno un esordio sfumato e si accentuano lentamente, associati ad un aumento della pressione intracranica e alla progressiva alterazione della funzionalità cerebellare. Questi includono cefalea, atassia, tremori, disturbi visivi e anomalie dell'elettroencefalogramma.

### Esami strumentali e di laboratorio
La diagnosi è effettuabile mediante imaging a risonanza magnetica, che permette di rilevare la massa tumorale nel cervelletto.
All'esame istologico si riscontra un ispessimento dello strato granulare interno della corteccia cerebellare e numerosi neuroni displastici (cellule gangliari) con un nucleo cellulare vescicolare e un nucleolo più grande del normale.

## Trattamento
Mediante neurochirurgia è possibile effettuare la resezione della neoplasia; in alternativa, come palliativo, può essere effettuata una decompressione della fossa craniale.